# César-díj a legjobb jelmeznek
A legjobb jelmeznek járó César-díjat (franciául César des meilleurs costumes – César a legjobb jelmezeknek) a francia Filmművészeti és Filmtechnikai Akadémia 1985 óta ítéli oda a filmekben viselt jelmezek, kosztümök tervezői részére, művészi munkájuk elismeréseként. Átadása a „Césarok éjszakája” elnevezésű gálaünnepségen történik minden év február végén, március elején.
A megmérettetésben mindazon filmek részt vehetnek, amelyeket első körben jelöltek a legjobb film kategóriában.

## Díjazottak és jelöltek
A díjazottak vastagítással vannak kiemelve. Az évszám a díjosztó gála évét jelzi, amikor az előző évben forgalmazásra került film elismerésben részesült.

### 1980-as évek
| Év   | Díjazottak és jelöltek |
| ---- | --- |
| 1985 | - Yvonne Sassinot de Nesle – Swann szerelme (Un amour de Swann) - Rosine Delamare és Corinne Jorry – A Saganne erőd (Fort Saganne) - Enrica Job – Carmen                                                                            |
| 1986 | - Catherine Gorne-Achdjian – Tea Arkhimédész háremében (Le thé au harem d'Archimède) - Jacqueline Bouchard – A csitri (L’effrontée) - Élisabeth Tavernier – Júdás-hadművelet (Bras de fer) - Christian Gasc – Randevú (Rendez-vous) |
| 1987 | - Anthony Powell – Kalózok (Pirates) - Yvette Bonnay – Thérese története (Thérese) - Catherine Leterrier – Melodráma (Mélo) |
| 1988 | - Jacqueline Moreau – Béatrice passiója (La Passion Béatrice) - Olga Berluti – De guerre lasse - Corinne Jorry – Viszontlátásra, gyerekek! (Au revoir les enfants)                                                                  |
| 1989 | - Dominique Borg – Camille Claudel - Yvonne Sassinot de Nesle – Huhogók (Chouans !) - Élisabeth Tavernier – Az élet egy hosszú, nyugodt folyó (La vie est un long fleuve tranquille)                                                |

### 1990-es évek
| Év   | Díjazottak és jelöltek |
| ---- | --- |
| 1990 | - Théodor Pistek – Valmont - Catherine Leterrier – A francia forradalom (La révolution française) - Jacqueline Moreau – Az élet és semmi más (La vie et rien d'autre)                                  |
| 1991 | - Franca Squarciapino – Cyrano de Bergerac - Agnès Negre – Apám dicsősége (La gloire de mon père) - Yvonne Sassinot de Nesle – Lacenaire                                                               |
| 1992 | - Corinne Jorry – Minden áldott reggel (Tous les matins du monde) - Édith Vespérini – Van Gogh - Valérie Pozzo di Borgo – Delicatessen                                                                 |
| 1993 | - Sylvie De Segonzac – A hercegi vacsora (Le souper) - Pierre-Yves Gayraud és Gabriella Pescucci – Indokína (Indochine) - Yvonne Sassinot de Nesle – A szerető (L’amant)                               |
| 1994 | - Sylvie Gautrelet és Bernadette Villard – Germinal - Catherine Leterrier – Jöttünk, láttunk, visszamennénk (Les visiteurs) - Franca Squarciapino – Louis, enfant roi                                  |
| 1995 | - Moidele Bickel – Margó királyné (La Reine Margot) - Olga Berluti és Anne de Laugardière – Farinelli, a kasztrált (Farinelli) - Franca Squarciapino – Chabert ezredes (Le colonel Chabert)            |
| 1996 | - Christian Gasc – Pillangókisasszony (Madame Butterfly) - Jean-Paul Gaultier – Elveszett gyerekek városa (La cité des enfants perdus) - Franca Squarciapino – Huszár a tetőn (Le hussard sur le toit) |
| 1997 | - Christian Gasc – Rizsporos intrikák (Ridicule) - Jacqueline Moreau és Agnès Evein – Conan kapitány (Capitaine Conan) - Sylvie de Segonzac – Az arcátlan Beaumarchais (Beaumarchais, l’insolent)      |
| 1998 | - Christian Gasc – A púpos (Le bossu) - Dominique Borg – Artemisia - Jean-Paul Gaultier – Az ötödik elem (Le cinquième élément)                                                                        |
| 1999 | - Pierre-Jean Larroque – Lautrec - Nathalie du Roscoat és Élisabeth Tavernier – A Vendôme tér asszonya (Place Vendôme) - Sylvie de Segonzac – Don Juan                                                 |

### 2000-es évek
| Év   | Díjazottak és jelöltek |
| ---- | --- |
| 2000 | - Catherine Leterrier – Jeanne d’Arc – Az orléans-i szűz (Jeanne d’Arc) - Ève-Marie Arnault – Rembrandt - Gabriella Pescucci és Caroline de Vivaise – A megtalált idő (Le temps retrouvé)                                                                                            |
| 2001 | - Édith Vesperini, Jean-Daniel Vuillermoz – Saint-Cyr - Olivier Blériot – A király táncol (Le roi dance) - Yvonne Sassinot de Nesle – Vatel |
| 2002 | - Dominique Borg – Farkasok szövetsége (Le pacte des loups) - Catherine Bouchard – Tiszti szoba (La chambre des officiers) - Madeline Fontaine – Amélie csodálatos élete (Le fabuleux destin d'Amélie Poulain) - Pierre-Jean Larroque – Egy hölgy és a herceg (L'anglaise et le duc) |
| 2003 | - Philippe Guillotel, Tanino Liberatore, Florence Sadaune – Asterix és Obelix: A Kleopátra-küldetés (Astérix & Obélix: Mission Cléopâtre) - Pascaline Chavanne – 8 nő (8 femmes) - Anna Shepard – A zongorista (Le pianiste)                                                         |
| 2004 | - Jackie Budin – Nem kell a csók (Pas sur la bouche) - Catherine Leterrier – Bon voyage - Carine Sarfati – Monsieur N. |
| 2005 | - Madeline Fontaine – Hosszú jegyesség (Un long dimanche de fiançailles) - Pierre-Jean Larroque – Arsène Lupin - Catherine Bouchard és Aurore Vicente – Pódium (Podium) |
| 2006 | - Caroline de Vivaise – Gabrielle - Pascaline Chavanne – Fakó lelkek (Les âmes grises) - Alison Forbes-Meyler – Fegyverszünet karácsonyra (Joyeux Noël) |
| 2007 | - Marie-Claude Altot – Lady Chatterley - Jackie Budin – Szívek (Cœurs) - Charlotte David – OSS 117: Képtelen kémregény (OSS 117 – Le Caire nid d'espions) - Pierre-Jean Larroque – Tigris brigád (Les brigades du tigre) - Michèle Richer – A dicsőség arcai (Indigènes)             |
| 2008 | - Marit Allen – Piaf (La Môme) - Jacqueline Bouchard – Un secret - Corinne Jorry – Második nekifutás (Le deuxième souffle) - Pierre-Jean Larroque – Molière (Molière) - Jean-Daniel Vuillermoz – A szegények hercege (Jacquou le croquant)                                           |
| 2009 | - Madeline Fontaine – Séraphine - Pierre-Jean Larroque – Kémnők (Les femmes de l'ombre) - Virgine Montel – Halálos közellenség – Public Enemy (Mesrine: L'instinct de mort) - Nathalie du Roscoät – Sagan - Carine Sarfati – Külvárosi mulató (Faubourg 36)                          |

### 2010-es évek
| Év   | Díjazottak és jelöltek |
| ---- | --- |
| 2010 | - Catherine Leterrier – Coco Chanel (Coco avant Chanel) - Chattoune & FAB – Coco Chanel (Coco avant Chanel) - Charlotte David – OSS 117 Rio ne répond plus... - Madeline Fontaine – Micmacs - (N)Agyban megy a kavarás (Micmacs à tire-larigot) - Virginie Montel – A próféta (Un prophète)             |
| 2011 | - Caroline de Vivaise – Montpensier hercegnője (La princesse de Montpensier) - Olivier Beriot – Adéle és a múmiák rejtélye (Adèle Blanc-Sec) - Pascaline Chavanne – Született feleség (Potiche) - Alicia Crisp-Jones – Turné (Tournée) - Marielle Robaut – Emberek és istenek (Des hommes et des dieux) |
| 2012 | - Anaïs Romand – Bordélyház (L'Apollonide (Souvenirs de la maison close)) - Catherine Baba – My Little Princess - Mark Bridges – The Artist – A némafilmes (The Artist) - Christian Gasc – Szerelem a hatodikon (Les femmes du 6e étage) - Viorica Petrovici – Asszonyok kútja (La source des femmes)   |
| 2013 | - Christian Gasc – Búcsú a királynémtól (Les adieux à la reine) - Pascaline Chavanne – A buta Ágota (Augustine) - Charlotte David – Populaire kisasszony (Populaire) - Madeline Fontaine – Camille (Camille redouble) - Mimi Lempicka – Cloclo                                                          |
| 2014 | - Pascaline Chavanne – Renoir - Olivier Bériot – Én, én és az anyám (Les garçons et Guillaume, à table !) - Anina Diener – Michael Kohlhaas - Florence Fontaine – Tajtékos napok (L'écume des jours) - Madeline Fontaine – L'extravagant voyage du jeune et prodigieux T. S. Spivet                     |
| 2015 | - Anaïs Romand – Saint Laurent - Pierre-Yves Gayraud – A szépség és a szörnyeteg (La Belle et la bête) - Carine Sarfati – La French - Pascaline Chavanne – Az új barátnő (Une nouvelle amie) - Madeline Fontaine – Yves Saint Laurent                                                                   |
| 2016 | - Pierre-Jean Larroque – Marguerite – A tökéletlen hang (Marguerite) - Anaïs Romand – Egy szobalány naplója (Journal d’une femme de chambre) - Selin Sözen – Mustang - Catherine Leterrier – L’odeur de la mandarine - Nathalie Raoul – Fiatal éveim (Trois souvenirs de ma jeunesse)                   |
| 2017 | - Anaïs Romand – La danseuse - Pascaline Chavanne – Frantz - Catherine Leterrier – Mal de pierres - Alexandra Charles – A sors kegyeltjei... meg a többiek (Ma loute) - Madeline Fontaine – Une vie |
| 2018 | - Mimi Lempicka – Viszontlátásra odafönt (Au revoir là-haut) - Isabelle Pannetier – 120 dobbanás percenként (120 battements par minute) - Pascaline Chavanne – Barbara - Anaïs Romand – Les gardiennes - Catherine Bouchard – La promesse de l'aube                                                     |
| 2019 | - Pierre-Jean Larroque – Mademoiselle de Joncquières - Milena Canonero – Testvérlövészek (Les Frères Sisters) - Pierre-Yves Gayraud – Párizs császára (L'empereur de Paris) - Anaïs Romand – Egy ország, egy király (Un peuple et son roi) - Anaïs Romand és Sergio Ballo – La douleur                  |

### 2020-as évek
| Év   | Díjazottak és jelöltek |
| ---- | --- |
| 2020 | - Pascaline Chavanne – Tiszt és kém – A Dreyfus-ügy (J’accuse) - Alexandra Charles – Jeanne - Thierry Delettre – Edmond - Dorothée Guiraud – Portré a lángoló fiatal lányról (Portrait de la jeune fille en feu) - Emmanuelle Youchnovski – Boldog idők (La Belle Époque) |
| 2021 | - Madeline Fontaine – Hogyan legyél jó feleség? (La Bonne épouse) - Mimi Lempicka – Elég a hülyékből (Adieu les cons) - Hélène Davoudian – Szerelmeink (Les Choses qu'on dit, les choses qu'on fait) - Anaïs Romand, Sergio Ballo – De Gaulle - Pascaline Chavanne – ’85 nyara (Été 85) |
| 2022 | - Pierre-Jean Larroque – Elveszett illúziók (Illusions perdues) - Pascaline Chavanne – Annette - Thierry Delettre – Eiffel - Madeline Fontaine – Szabadság, egyenlőség, ínyencség (Délicieux) - Catherine Leterrier – Aline – A szerelem hangja (Aline) |
| 2023 | - Gigi Lepage – Simone, le voyage du siècle - Corinne Bruand – Családban marad (L’innocent) - Pierre-Jean Larroque – Couleurs de l'incendie - Emmanuelle Youchnovski – Bojanglesre várva (En attendant Bojangles) - Praxedes de Vilallonga – Pacifiction : Tourment sur les Îles - Caroline de Vivaise – Les Amandiers                                                                        |
| 2024 | - Ariane Daurat – Állati királyság (Le Règne animal) - Jürgen Doering – Jeanne du Barry – A szerető (Jeanne du Barry) - Pascaline Chavanne – Bűnös vagyok (Mon crime) - Tran Nu Yên Khê – A szenvedély íze (La Passion de Dodin Bouffant) - Thierry Delettre – A három testőr: D’Artagnan (Les Trois Mousquetaires : D'Artagnan) és A három testőr: Milady (Les Trois Mousquetaires : Milady) |